# Matouš Krulich
Matouš Ladislav Krulich (* 19. dubna 2005 Praha) je český profesionální fotbalista, který hraje na pozici útočníka za český klub FK Jablonec a za český národní tým do 19 let.

## Klubová kariéra
Krulich hrál osm let v akademii pražské Sparty, v roce 2021 přestoupil do italského Turína, kde nastupoval za mládežnické týmy.
V létě 2023 se vrátil do Česka, kde posílil FK Jablonec. V A-týmu debutoval 17. září při remíze 1:1 s Libercem. O dva týdny později se poprvé objevil v základní sestavě trenéra Radoslava Látala a svým prvním gólem v kariéře přispěl k výhře 2:0 nad Slováckem. 8. října opět skóroval, tentokrát při prohře 3:2 s Viktorií Plzeň.
V lednu 2024 se Krulich stal nejlepším českým starším dorostencem; zvítězil před jiným útočníkem Danielem Rusem z pražské Sparty, třetí skončil plzeňský brankář Viktor Baier.

## Reprezentační kariéra
Krulich je od roku 2022 členem českých mládežnických reprezentací.